# Crazy (песня Gnarls Barkley)
«Crazy» — песня Гнарлса Баркли (или, точнее, группы, названной именем вымышленной знаменитости).
В 2006 году песня достигла 2 места в США в чарте Billboard Hot 100. В Великобритании же сингл с ней провёл 9 недель на 1-м месте национального чарта. Более того, к концу 2007 года «Crazy» стала самой скачиваемой песней в британской истории.
В 2007 году песня получила премию «Грэмми» в категории «Лучшее исполнение в стилях урбан или альтернативной музыки». Кроме того. она выдвигалась на «Грэмми» в номинации «Лучшая запись года», но проиграла песне «Not Ready to Make Nice» группы Dixie Chicks.
В 2011 году журнал Rolling Stone поместил песню «Crazy» в исполнении группы Gnarls Barkley на 100-е место своего списка «500 величайших песен всех времён».
А в 2014 году британский музыкальный журнал New Musical Express поместил песню «Crazy» в исполнении группы Gnarls Barkley на 475-е место уже своего списка «500 величайших песен всех времён».
Кроме того, песня «Crazy» в исполнении группы Gnarls Barkley входит в составленный Залом славы рок-н-ролла список 500 Songs That Shaped Rock and Roll.